# Station Etten-Leur
Station Etten-Leur is een spoorwegstation in Etten-Leur en gelegen aan de spoorlijn Roosendaal - Breda (km 14).
Nadat het station in zijn bestaan verschillende malen is geopend en gesloten werd het station definitief heropend op 30 mei 1965.
Het huidige stationsgebouw, van het standaardtype Douma, dateert uit 1965.
In 2019 is bekend geworden dat het station en de omgeving zal worden gerenoveerd.

## Verbindingen
| Serie | Treinsoort     | Route | Bijzonderheden |
| ----- | -------------- | --- | -------------- |
| 3600  | Intercity (NS) | Roosendaal – Etten-Leur – Breda – Tilburg – 's-Hertogenbosch – Nijmegen – Arnhem Centraal – Dieren – Zutphen – Deventer – Zwolle |                |

Na 22:00 uur rijdt de Intercity richting Zwolle (3600-serie) niet verder dan Arnhem Centraal. De laatste trein rijdt zelfs niet verder dan 's-Hertogenbosch.
Vroeger reed deze trein op het traject Vlissingen – Zwolle, daarna werd de lijn ingekort tot Roosendaal – Zwolle en eind 2006 verder ingekort tot Roosendaal – Arnhem. Sinds eind 2008 is er weer een doorgaande trein Roosendaal – Zwolle.

## Voor- en natransport
Bij dit station kan men overstappen op de volgende buslijnen van Arriva:
| Lijn | Route                                                 | Via                                                               | Soort              | Bijzonderheden                         |
| ---- | ----------------------------------------------------- | ----------------------------------------------------------------- | ------------------ | -------------------------------------- |
| 161  | Roosendaal Damastberg - Etten-Leur Centrum            | Rucphen, Sint Willebrord                                          | Streekbus          |                                        |
| 215  | Grauwe Polder - De Keen                               | Centrum, Station                                                  | Wijkbus Etten-Leur | Rijdt niet 's avonds en in het weekend |
| 216  | Prinsenbeek Velsgoed - Etten-Leur Centrum             |                                                                   | Buurtbus           | Rijdt niet 's avonds en op zondag      |
| 371  | Etten-Leur Centrum - Tilburg Station                  | Breda, Teteringen, Oosterhout, Oosteind, Dongen                   | Bravodirect        |                                        |
| 380  | Oud Gastel Busstation - Geertruidenberg Oude Stadsweg | Oudenbosch, Hoeven, Etten-Leur, Breda, Oosterhout, Raamsdonksveer | Bravodirect        |                                        |

Ten behoeve van fietsers is er een door de gemeente geëxploiteerde bemande fietsenstalling, zijn er fietskluizen en zijn er meerdere onbewaakte fietsenstallingen. Er rijdt een treintaxi en er is parkeermogelijkheid voor auto's.

## Ontwikkeling aantal reizigers
Het aantal door NS vervoerde reizigers (per gemiddelde werkdag) ontwikkelde zich sedert 2019 als volgt:
| Jaar | Aantal reizigers |
| ---- | ---------------- |
| 2019 | 3.473            |
| 2020 | 1.623            |
| 2021 | 1.757            |
| 2022 | 2.471            |
| 2023 | 2.934            |
| 2024 | 2.999            |

## Afbeeldingen

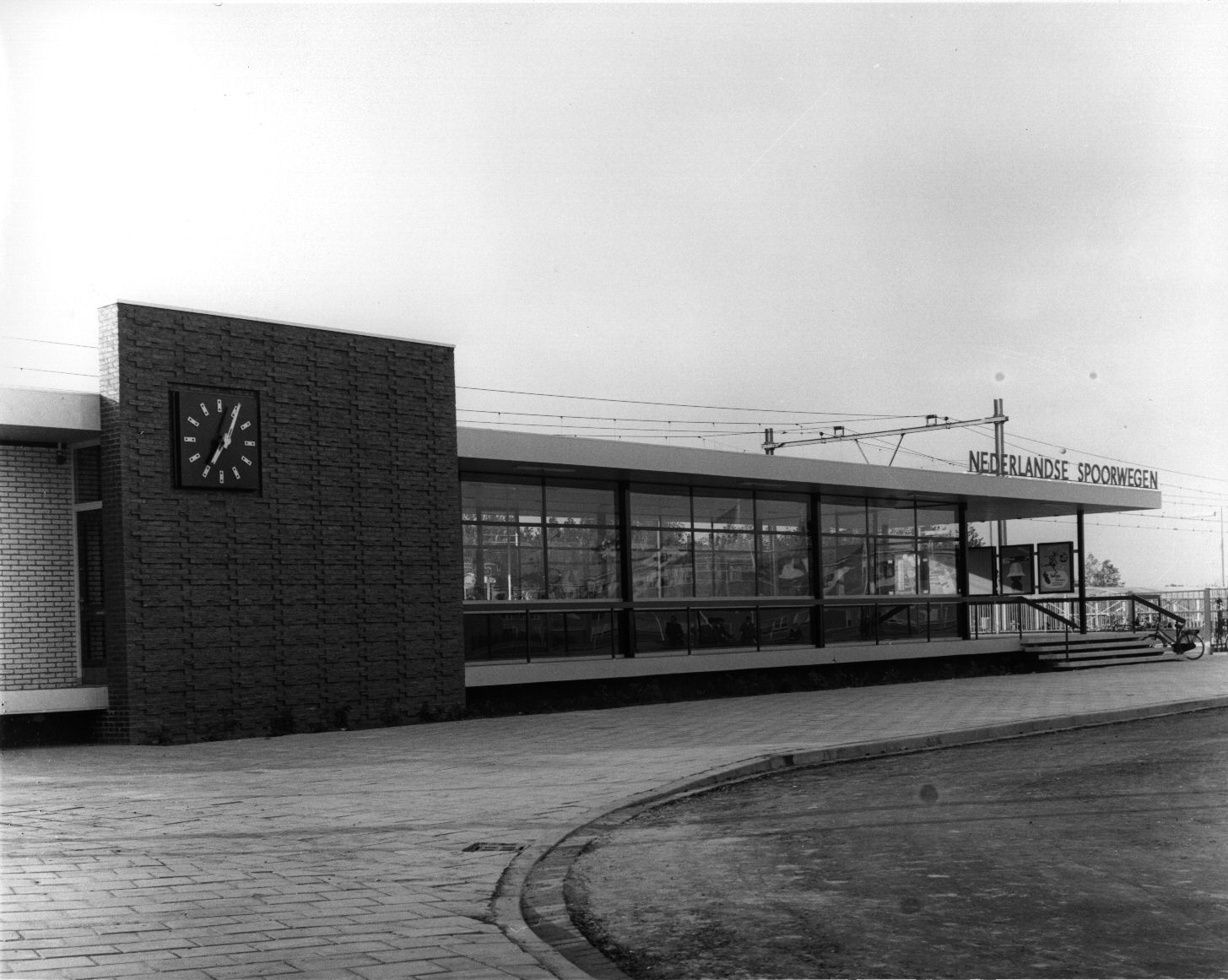
Station in 1965
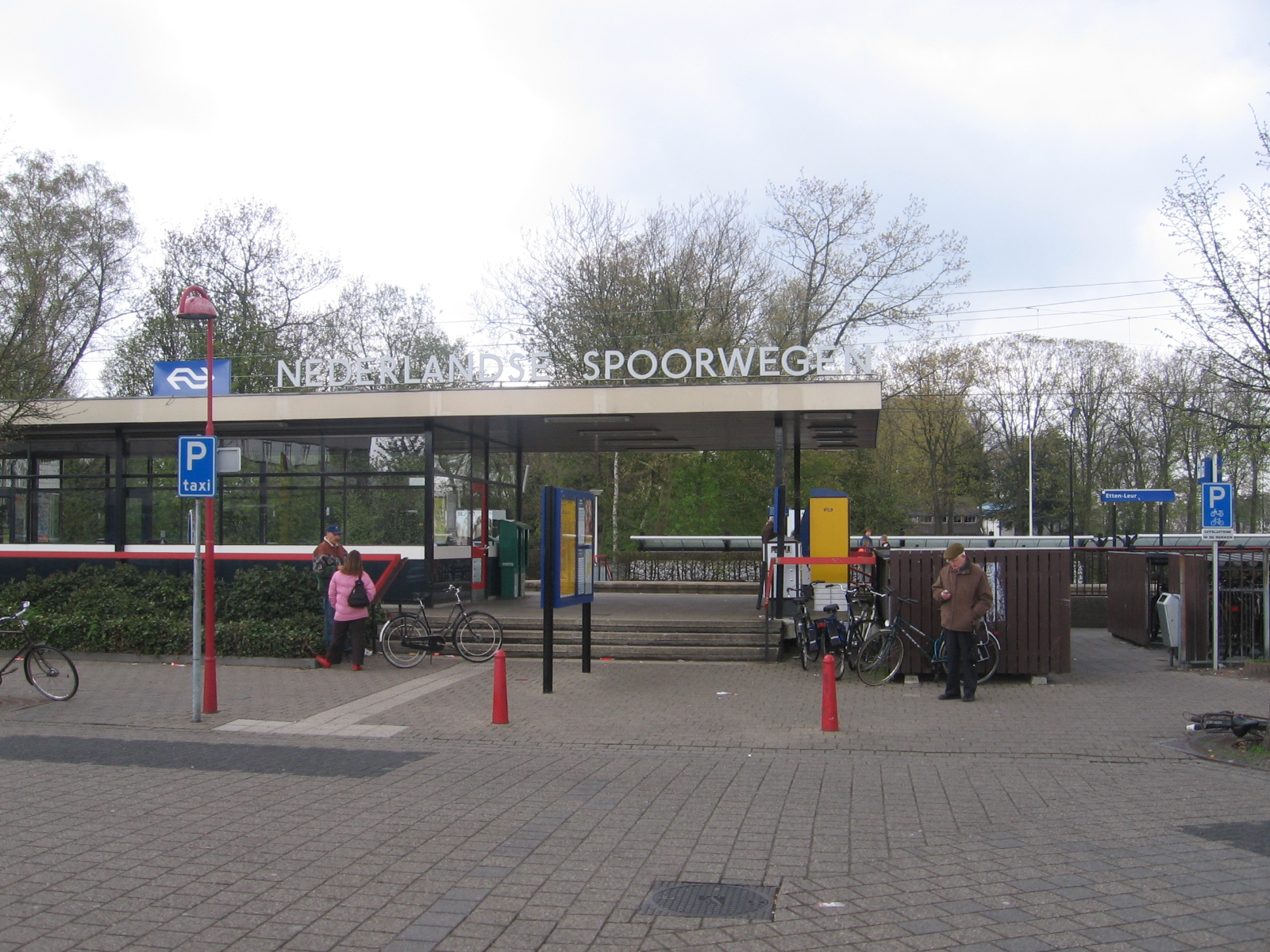
Station in 2006
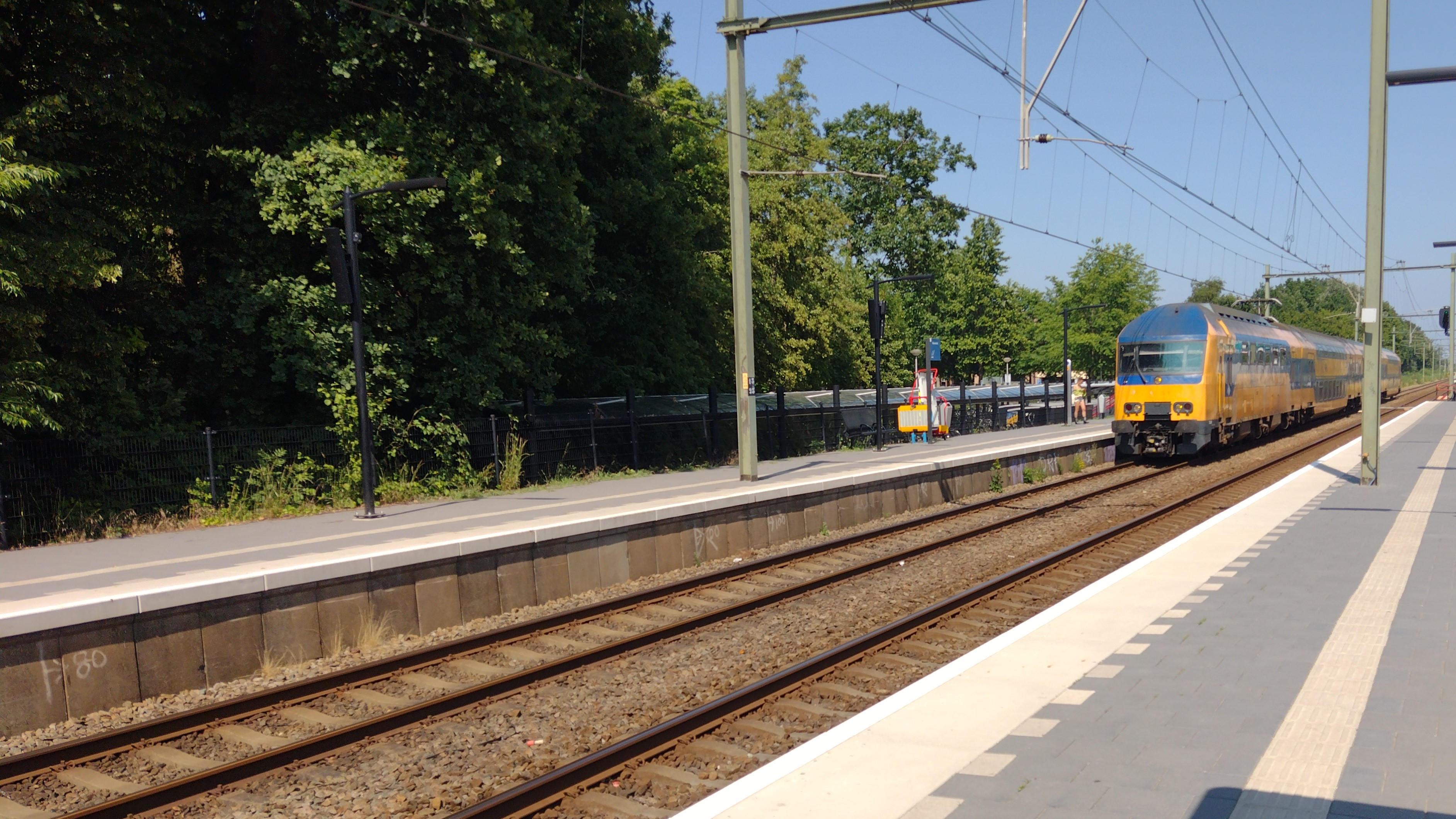
DDZ rijdt het station binnen
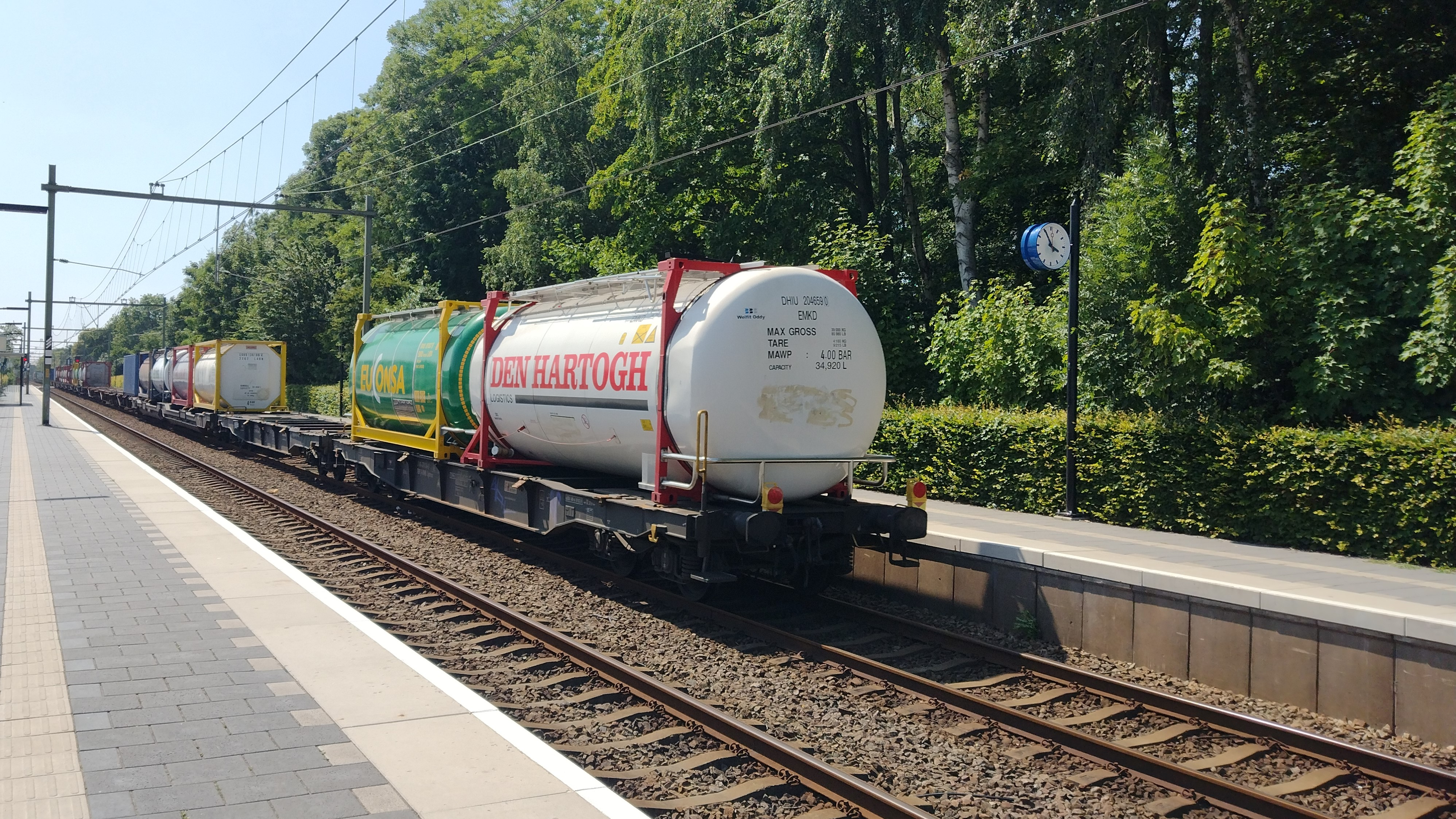
Goederentrein passert het station

Bergen op Zoom · 
Best · 
Boxmeer · 
Boxtel · 
Breda · 
-Prinsenbeek · 
Cuijk · 
Deurne · 
Eindhoven:
-Centraal · 
-Stadion · 
-Strijp-S ·
Etten-Leur · 
Geldrop · 
Gilze-Rijen · 
Heeze · 
Helmond · 
-Brandevoort ·
-Brouwhuis · 
-'t Hout · 
's-Hertogenbosch · 
-Oost · 
Lage Zwaluwe · 
Maarheeze · 
Oisterwijk · 
Oss ·
-West · 
Oudenbosch · 
Ravenstein · 
Roosendaal · 
Rosmalen · 
Tilburg · 
-Reeshof · 
-Universiteit · 
Vierlingsbeek · 
Vught · 
Zevenbergen
Voormalige stations: zie de lijst van voormalige spoorwegstations in Noord-Brabant